# أب بصلة الدم
أب بصلة الدم (بالإنجليزية: Blood Father)‏ هو فيلم أكشن من إخراج جان فرانسوا ريشيت وتأليف بيتر كرايغ وبطولة ميل غيبسون، إيرين موريارتي، دييغو لونا، مايكل باركس وويليام ميسي.

## روابط خارجية
- أب بصلة الدم على موقع IMDb (الإنجليزية)
- أب بصلة الدم على موقع روتن توميتوز (الإنجليزية)
- أب بصلة الدم على موقع قاعدة بيانات الأفلام العربية
- أب بصلة الدم على موقع ألو سيني (الفرنسية)
- أب بصلة الدم على موقع Turner Classic Movies (الإنجليزية)
- أب بصلة الدم على موقع أول موفي (الإنجليزية)
- أب بصلة الدم على موقع فيلمافينيتي (الإسبانية)
- أب بصلة الدم على موقع قاعدة بيانات الأفلام السويدية (السويدية)
- أب بصلة الدم على موقع قاعدة بيانات الفيلم (الإنجليزية)
- أب بصلة الدم على موقع ليتربوكسد (الإنجليزية)